# Lilla Dan

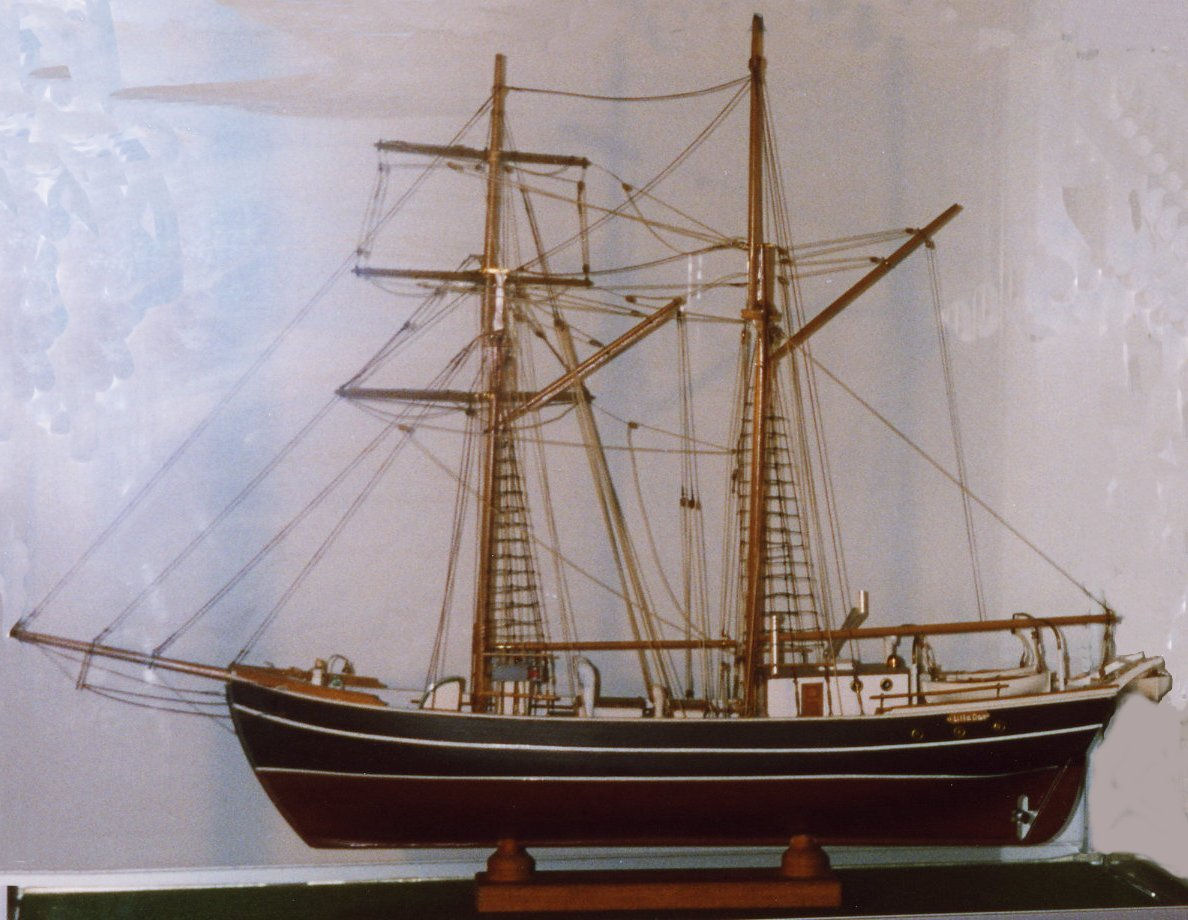
Modell av Lilla Dan

Lilla Dan är en dansk tvåmastad toppsegelskonert, som byggdes 1951 av J. Ring Andersen Træskibsværft i Svendborg i Danmark.
Lilla Dan byggdes för rederiet J. Lauritzen som skolfartyg och användes för detta ändamål till 1996.
Hon ägs fortfarande av Rederiet J. Lauritzen och går idag i charter sommartid från Köpenhamn.